# Кызарт
Кызарт (кирг. Кызарт) — высокогорное село в Жумгальском районе Нарынской области Кыргызстана. Входит в состав Джаны-Арыкского аильного округа. 
Расположено в сейсмологической зоне примерно в 2,5 км северо-восточнее админцентра Джаны-Арык на высоте 	2991 м. Находится в районе перевала Кызарт (высота 2664 м). Через него проходит дорога, которая ведет из Кочкорской в Жумгальскую долину Нарынской области. Сразу за перевалом находится одноименное село. Обычно перевал служит отправной точкой для начала пешего или конного путешествия к высокогорному озеру Сонкёль. 
Население на начало 2023 года – 1 532 человека, в 2021 году — 1 516 человек, в 2009 году составляло 1239 человек. Жители, в основном, занимаются животноводством.